# Caprauna
Caprauna là một đô thị tại tỉnh Cuneo trong vùng Piedmont của Italia, vị trí cách khoảng 110 km về phía nam của Torino và khoảng 45 km về phía đông nam của Cuneo. Tại thời điểm ngày 31 tháng 12 năm 2004, đô thị này có dân số 128 người và diện tích 11,1 km².
Đô thị Caprauna có các frazioni (đơn vị cấp dưới, chủ yếu là các làng) Poggio, Chiazzuola, Ruoravà Case sottane.
Caprauna giáp các đô thị: Alto, Aquila di Arroscia, Armo, Borghetto d'Arroscia, Ormeavà Pieve di Teco.